# NGC 1145
NGC 1145 est une galaxie spirale vue par la tranche et située dans la constellation de l'Éridan. NGC 1145 a été découverte par l'astronome britannique John Herschel en 1835.

## Caractéristiques
Sa vitesse par rapport au fond diffus cosmologique est de 1 880 ± 13 km/s, ce qui correspond à une distance de Hubble de 27,7 ± 2,0 Mpc (∼90,3 millions d'al).
À ce jour, 21 mesures non basées sur le décalage vers le rouge (redshift) donnent une distance de 27,505 ± 6,136 Mpc (∼89,7 millions d'al), ce qui est à l'intérieur des valeurs de la distance de Hubble.
La classe de luminosité de NGC 1145 est III et elle présente une large raie HI.